# Anișoara Cușmir-Stanciu
Pour les articles homonymes, voir Stanciu.
Anișoara Cușmir mariée Stanciu, née le 28 juin 1962 à Brăila, est une athlète roumaine spécialiste du saut en longueur, championne olympique en 1984 et ancienne détentrice du record du monde.

## Biographie
Le 1er août 1982, deux jeunes athlètes roumaines, Anișoara Cușmir et Vali Ionescu amélioraient le record du monde du saut en longueur qui était jusqu'alors fixé à 7,09 m. Cușmir sauta la première à 7,15 m, puis Ionescu atteignit 7,20 m. Les deux Roumaines se profilaient ainsi comme les grandes favorites des championnats d'Europe qui avaient lieu début septembre à Athènes. Vali Ionescu remporta le titre avec 6,79 m devant Anișoara Cușmir qui avait sauté à 6,73 m. La Soviétique Yelena Ivanova complétait le podium alors qu'une jeune allemande de l'Est Heike Daute (qui après son mariage marquera l'histoire du saut en longueur sous le nom d'Heike Drechsler) terminait quatrième avec 6,71 m.
Le 15 mai 1983, Anișoara Cușmir améliora le record du monde avec 7,21 m à Bucarest. À peine trois semaines plus tard, toujours à Bucarest, elle fit passer ce record de 7,27 à 7,43 m. Ce qui reste @aujourd'hui encore la plus grande amélioration du record du saut en longueur féminin. Aux championnats du monde de 1983, la finale de la longueur eut lieu le 14 août. Quatre concurrentes dépassèrent les 7 m, aidées par un vent par moments important. Heike Daute, avec 7,27 m, remporta le titre devant Anisoara Cușmir qui se contentait de 7,15 m. Toutes deux avaient régulièrement franchi les 7 m durant cette finale.
Fin 1983, Cușmir épousait le sprinter Paul Stanciu.
En 1984, les Jeux olympiques de Los Angeles étaient boycottés par les pays du bloc de l'Est et Heike Drechsler ÷qui s'était mariée n'y était donc pas. La Roumanie participa à ces jeux et Anișoara Stanciu, détentrice du record du monde et vice-championne du monde, s'y présenta comme la grande favorite de la longueur. Elle assuma pleinement ce rôle en devenant championne olympique avec 6,96 m devant Vali Ionescu avec 6,81 m. La Roumanie signant ainsi un doublé.
Peu après les jeux, Anișoara Cușmir se retira du sport de haut niveau.

## Palmarès

### Jeux olympiques
- Jeux olympiques de 1984 à Los Angeles ( États-Unis)
  -  Médaille d'or en saut en longueur

### Championnats du monde d'athlétisme
- Championnats du monde d'athlétisme de 1983 à Helsinki ( Finlande)
  -  Médaille d'argent en saut en longueur

### Championnats d'Europe d'athlétisme
- Championnats d'Europe d'athlétisme de 1982 à Athènes ( Grèce)
  -  Médaille d'argent en saut en longueur

## Records
- Record du monde du saut en longueur avec 7,15 m le 1er août 1982 à Bucarest (amélioration du record de Vilma Bardauskienė, sera battu le jour même par Vali Ionescu avec 7,20 m)
- Record du monde du saut en longueur avec 7,21 m le 14 mai 1983 à Bucarest (amélioration du record de Vali Ionescu)
- Record du monde du saut en longueur avec 7,27 m le 4 juin 1983 à Bucarest (amélioration de son précédent record)
- Record du monde du saut en longueur avec 7,43 m le 4 juin 1983 à Bucarest (amélioration de son précédent record, sera battu le 22 septembre 1985 par Heike Drechsler à Berlin-Est)